# Karl Gottlieb von Tschepe
Karl Gottlieb von Tschepe (* 3. Oktober 1740 auf Weidenbach im Landkreis Oels; † 3. Februar 1826 in Breslau) war ein königlich-preußischer Generalmajor, Chef des Infanterie-Regiments Nr. 37 und Erbherr auf Neudorf (Landkreis Nimptsch).

## Leben

### Herkunft
Seine Eltern waren Carl Wenzel von Tschepe und Weidenbach (* 8. Januar 1708; † 8. November 1785) – Erbherr auf Weidenbach, Quickendorf, Ober-Schönau (Oels) sowie Landrat des Kreises Frankenstein – und dessen Ehefrau Helene Eleonore von Kottulinsky († 8. September 1743) Tochter George von Kottulinsky auf Schliech. Der Vater heiratete 1746 nach dem frühen Tod seiner Frau Louise Friederike von Ohlen Tochter des Karl Gustav von Ohlen.

### Militärkarriere
Er wurde im Jahr 1755 Gefreitenkorporal im Infanterie-Regiment Nr. 42. Während des Siebenjährigen Krieges nahm er an den Schlachten bei Prag und Landeshut (verwundet) sowie den Belagerungen von Prag und Olmütz. In der Zeit wurde er am 30. August 1757 Fähnrich und am 23. Mai 1759 Seconde-Lieutenant.
Am 30. März 1764 wurde er Premier-Lieutenant und am 1. Dezember 1776 Stabshauptmann. Er nahm dann am Bayerischen Erbfolgekrieg teil, am 1. August 1778 wurde er wirklicher Hauptmann und Kompaniechef. Am 18. März 1788 wurde er Major und am 24. Juli 1788 Bataillonskommandeur. Am 1. Januar 1796 erhielt er die Beförderung zum Oberstleutnant, am 6. Oktober 1797 wurde er Kommandeur des Regiments Nr. 42 und am 25. Juni 1798 Oberst. Bei der Revue in Warschau am 25. Juni 1802 erhielt er den Pour le Mérite. Am 20. Mai 1804 wurde er zum Generalmajor ernannt (Patent vom 24. Mai 1804). Am 23. September 1804 wurde er Chef des Infanterie-Regiments Nr. 37. Im Ersten Koalitionskrieg wurde er am 11. November 1806 nach der Kapitulation von Magdeburg inaktiv gestellt. Er wurde am 19. September 1809 kassiert und kam vor ein Kriegsgericht. Von dem Gericht wurde er zu zwei Jahren Festungshaft in Glatz verurteilt. Am 3. Januar 1810 bat er um eine Wiederaufnahme des Verfahrens, was aber abgelehnt wurde. Am 10. Januar 1801 wurde ihm aber 15 Taler monatlich zum Unterhalt bewilligt. Er starb erblindet am 3. Februar 1826 in Breslau.

### Familie
Er heiratete am 19. März 1786 auf Willowitz (Kreis Tarnowitz) Josepha von Skrbensky (* 1763; † 10. Mai 1796) Witwe des Ludwig von Gordon († 25. November 1784) Tochter des Landrats Erdmann von Skrbensky. Das Paar hatte folgende Kinder:
- Friederike Helene (* 2. März 1787; † 1. September 1821)
- Luise Auguste (* 6. August 1788)  ⚭ Josef Sigismund von Sarnowski, Oberstleutnant 3. Artilleriebrigade
- Karl Georg Rudolf (* 3. September 1790), preußischer Major 3. Artilleriebrigade
- Karl Ludwig (* 8. November 1792; † 11. März 1832), Hauptmann
- Friedrich Rudolf (* 19. August 1794)[2]